# Station Praszka Wąskotorowa
Station Praszka Wąskotorowa is een spoorwegstation in de Poolse plaats Praszka.